# Oberhelfenschwil
Oberhelfenschwil (toponimo tedesco) è una frazione di 1 217 abitanti del comune svizzero di Neckertal, nel Canton San Gallo (distretto del Toggenburgo).

## Geografia fisica
Oberhelfenschwil si trova tra le valli della Thur e del fiume Necker; il passo Wasserfluh lo collega al comune di Lichtensteig.

## Storia

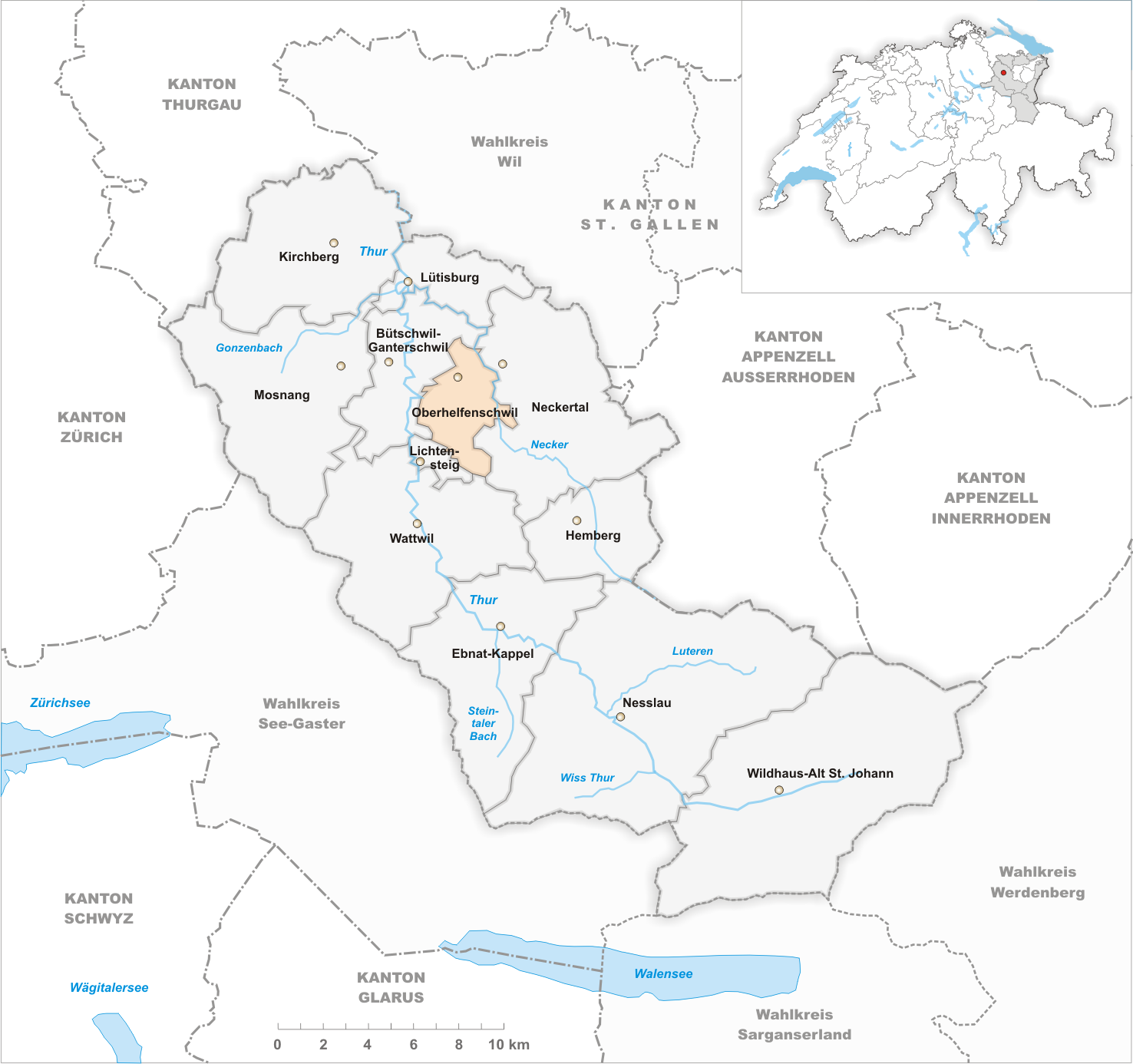
Il territorio del comune di Oberhelfenschwil prima degli accorpamenti comunali del 2023

Già comune autonomo istituito nel 1803, nel 1874 cedette le frazioni di Blatten, Hof e Loretto al comune di Lichtensteig; da allora si estendeva per 12,68 km² e comprendeva anche le frazioni di Füberg, Metzwil, Oberwil, Rennen, Schwanden, Utenwil, Wasserfluh, Wigetshof e Winzlisau. Il 1º gennaio 2023 è stato aggregato al comune di Neckertal assieme all'altro comune soppresso di Hemberg.

## Monumenti e luoghi d'interesse
- Chiesa paritaria dei Santi Maria, Dioniso e Giacomo, attestata dal 1336[1];
- Rovine della fortezza di Rüdberg[1].

## Società

### Evoluzione demografica
L'evoluzione demografica è riportata nella seguente tabella:
Abitanti censiti

## Economia
L'economia locale si basa prevalentemente sull'agricoltura, sull'artigianato, sulla piccola industria e sul turismo (villeggiatura estiva e termale, stazione sciistica).

## Infrastrutture e trasporti
Oberhelfenschwil è attraversato dalla strada principale 8 e il passo Wasserfluh lo collega al comune di Lichtensteig